# Ryszard Opara
Ryszard Zbigniew Opara (ur. 28 czerwca 1950 w Łobzie) – polski przedsiębiorca angażujący się w działalność wydawniczo-polityczną, wydawca prawicowych mediów multimedialnych.

## Życiorys
Ryszard Opara pochodzi z Piaseczna. W latach 1967–1974 studiował na łódzkiej Wojskowej Akademii Medycznej, po jej ukończeniu pracował początkowo w Izbie Chorych w Zielonce, a potem w warszawskich szpitalach: przy ul. Banacha i ul. Szaserów jako lekarz anestezjolog (uzyskał specjalizację w 1979 roku). W tym czasie odbywał praktyki zagraniczne: latem 1975 roku pracował dwa miesiące w szpitalu w Malmö, w 1977 roku przez miesiąc w szpitalu w Nacka pod Sztokholmem, a latem 1978 roku w Düsseldorfie. W 1979 roku wyjechał do Grecji i Austrii, a następnie w 1980 roku wyemigrował do Australii, gdzie początkowo pracował jako pomoc medyczna, otworzył również prywatną praktykę, która jednak została zamknięta przez władze ze względu na brak zezwolenia na prowadzenie praktyki lekarskiej. Mimo procesu sądowego nie otrzymał prawa praktyki jako lekarz. W tym czasie, w 1984 roku założył firmę Alpha Healthcare Ltd., specjalizującą się w budowie i zarządzaniu obiektami szpitalnymi. Prowadził biznes głównie w Sydney. Spółka ta zarządzała 10 szpitalami i od 1987 roku jest notowana na australijskiej giełdzie ASX.
Opara sprzedał swoje udziały w 1993 roku i powrócił do Polski, gdzie założył szereg firm: pierwszą jego polską firmą była Opara ITC, zajmująca się produkcją krawiecką. Następnymi były: Prim BR przekształcone w DEGOR Capital Group, a następnie Eroplaus.
W ramach Degor Capital Group z powodzeniem inwestował w nieruchomości, zaangażował się też w politykę. Podczas wyborów prezydenckich w 2000 roku był w komitecie wyborczym Tadeusza Wileckiego. Działał również w komitecie na rzecz organizacji w Polsce olimpiady w 2016 roku.
Zbudował duże centrum magazynowe w Piasecznie, które sprzedał w roku 1998, na przełomie dekad zbudował na bazie masy upadłości Warszawskich Zakładów Telewizyjnych Centrum Dystrybucyjno-Magazynowe Elemis (przez spółkę Eroplaus). W 2001 roku Opara przejął wraz z żoną połowę akcji spółki Energomontaż Północ, zajmującej się remontami elektrowni. Wspólnie z BRE Bankiem kupił znaczący pakiet akcji Elektrimu (sam kupił 10% akcji spółki). Jego majątek był wyceniany wtedy na 180 milionów dolarów. W 2002 roku wszedł do rady nadzorczej, a następnie do zarządu spółki. Pogarszająca się sytuacja spółki spowodowała duże straty Opary oraz jego rezygnację z pracy w jej zarządzie.
W marcu 2003 roku wyjechał ponownie do Australii, gdzie kontynuował inwestycje w służbie zdrowia. Od tego momentu firmą Degor zarządzali Jerzy Wojciech Klasicki i Barbara Grabowska. Jego spółka PZM – Sport Sp. z o.o. została w roku 2004 przekształcona w spółkę OK-KO Sp. z o.o. (której prezesem zarządu jest obecnie Barbara Grabowska, a jedynym udziałowcem zarejestrowana w Nowej Południowej Walii spółka Opary, Patoville Pty Ltd). Po wyjeździe Opara prowadził interesy w Australii (Patoville Pty Ltd, Polartechnics Ltd, Avantogen Ltd i wiele innych) i w Stanach Zjednoczonych, gdzie był właścicielem kolejnej firmy medycznej w Kalifornii. W Polsce pozostawił – według prokuratury – niespłacone pożyczki i kredyt w Pekao na kwotę około 35 mln zł (w 2010 roku wraz z odsetkami była to kwota ok. 80 mln zł). Bank zawiadomił prokuraturę. W wyniku wszczętego śledztwa Ryszard Opara poszukiwany był listem gończym, wydanym przez Sąd Rejonowy dla Warszawy-Śródmieścia. Wystawiono również bankowy tytuł egzekucyjny. Sąd Najwyższy w Queensland 31 marca 2010 roku odrzucił jednak ten bankowy tytuł egzekucyjny i Opara wrócił wkrótce do Polski.
2 lipca 2010 roku został zatrzymany w Polsce i przedstawiono mu zarzut z art. 300 § 1 kodeksu karnego, czyli udaremniania zaspokojenia wierzyciela. W sierpniu 2010 roku Opara złożył pozew w sądzie przeciw Pekao i CDM PKO o ponad 306 mln zł odszkodowania i zawiadomienie w prokuraturze o oszustwie, którego mieli dokonać na jego szkodę wysocy pracownicy tych instytucji.

## Działalność wydawniczo-polityczna
W maju 2011 roku Opara zarejestrował w sądzie spółkę akcyjną Nowy Ekran (z kapitałem zakładowym 1 mln zł), której prezesem został Andrzej Grabowski, a w skład jej rady nadzorczej, poza Oparą, weszli Beata Agnieszka Wilecka i Artur Zawisza. Spółka ta jest wydawcą portalu nowyekran.net (NEon24.pl).
W lutym 2012 roku Ryszard Opara utworzył Fundację Nowy Ekran. Prezesem Fundacji jest również Andrzej Grabowski, a w skład Rady Fundacji wchodzą Ryszard Opara i Dorota Ewa Gorecka-Opara.
Jedną z inicjatyw Opary była również telewizja internetowa nowyekran.tv.

## Życie rodzinne
Ryszard Opara jest ojcem sześciorga dzieci. Jest członkiem Rotary Club w Sydney i The Warsaw Golf International Club.